# Phelocalocera queketti
Phelocalocera queketti är en skalbaggsart som först beskrevs av William Lucas Distant 1906.  Phelocalocera queketti ingår i släktet Phelocalocera och familjen långhorningar. Inga underarter finns listade i Catalogue of Life.